# Первое Мая (Осташковский район)
Первое Мая — деревня в Осташковском городском округе Тверской области. Находится в западной части Тверской области на расстоянии приблизительно 21 км на северо-восток по прямой от города Осташков.

## История
Деревня была показана (изначально Язва) ещё на карте 1825 года. В 1859 году здесь (деревня Язвы Осташковского уезда) было учтено 6 дворов, в 1941 — 19. До 2017 года входила в Святосельское сельское поселение Осташковского района до его упразднения.
Название деревни имеет балто-славянское происхождение: езва, азва означает «дыра, яма».

## Население
Численность населения: 39 человек (1859 год), 0 как 2002 году, так и в 2010.
| 2010 |
| ---- |
| 0    |